# 强名称
强名称（Strong Key或SN Key或Strong Name）是计算机编程时的命名协定，用于区分同一个组件（如DLL）的不同版本是可区分的；不同开发者的同名软件产品是可区分的。能成功解决DLL地獄。 Microsoft .NET框架使用基于公钥加密的方法来独一无二辨识组件。 但与防篡改并不一致。